# Beaumont (Haute-Savoie)
Beaumont ist eine französische Gemeinde im Département Haute-Savoie in der Region Auvergne-Rhône-Alpes.

## Geographie

### Lage
Beaumont liegt auf 755 m, etwa elf Kilometer südlich der Stadt Genf (Luftlinie). Das Dorf erstreckt sich an aussichtsreicher Lage am Nordwesthang des Salève, am Rand des Genevois südlich des Beckens von Genf, nahe der Grenze zur Schweiz.
Die Fläche des 9,74 km² großen Gemeindegebiets umfasst einen Abschnitt des Genevois. Das Gemeindeareal erstreckt sich vom Tälchen des Nant de Feigères (Quellbach der Aire) ostwärts über das Plateau von Le Chable und den Hang von Beaumont. Daran schließt im Südosten der dicht bewaldete Steilhang des Grand Salève an. Auf dem Grand Piton, einer Kuppe auf dem breiten Höhenrücken des Salève, wird mit 1375 m die höchste Erhebung von Beaumont und des gesamten Salève erreicht.

### Gemeindegliederung
Zu Beaumont gehört neben dem ursprünglichen Dorf auch die Siedlung Le Chable (666 m) am Fuß des Salève und an der Hauptstraße von Saint-Julien-en-Genevois nach Annecy.

### Nachbargemeinden
Nachbargemeinden von Beaumont sind Neydens im Norden, Archamps und Le Sappey im Osten, Présilly im Süden sowie Feigères im Westen.

## Geschichte
Der Ort ist vermutlich seit dem 5. Jahrhundert nach Christus besiedelt. Im späten Mittelalter gehörte er zur Vogtei Ternier, die 1536 unter Berner Herrschaft fiel. Gleichzeitig wurde in Beaumont die Reformation eingeführt. 1793 wurden die vorher eigenständigen Gemeinden Beaumont, Jussy und Le Chable in der Gemeinde Beaumont-Jussy-Chable zusammengefasst. Seit 1951 befindet sich der Sitz der Gemeindeverwaltung in Le Chable, der größten Ortschaft in der Gemeinde Beaumont.

## Sehenswürdigkeiten
Die Dorfkirche stammt aus dem 19. Jahrhundert. Teile des Château de Menthon sind erhalten.

## Bevölkerung
| Jahr                       | 1962 | 1968 | 1975 | 1982 | 1990 | 1999 | 2006 |
| Einwohner                  | 675  | 711  | 757  | 843  | 1018 | 1293 | 1843 |
| Quellen: Cassini und INSEE |      |      |      |      |      |      |      |

Mit 3081 Einwohnern (Stand 1. Januar 2022) gehört Beaumont zu den kleineren Gemeinden des Département Haute-Savoie. Seit den 1960er Jahren wurde ein kontinuierliches, seit 2000 ein starkes Bevölkerungswachstum verzeichnet. Vor allem bei Le Chable entstanden zahlreiche Einfamilienhäuser.

## Wirtschaft und Infrastruktur
Beaumont war bis weit ins 20. Jahrhundert hinein ein vorwiegend durch die Landwirtschaft geprägtes Dorf. Heute gibt es verschiedene Betriebe des Klein- und Mittelgewerbes. Zahlreiche Erwerbstätige sind auch Wegpendler, die in den größeren Ortschaften der Umgebung, vor allem im Raum Genf-Annemasse, ihrer Arbeit nachgehen.
Die Ortschaft ist verkehrsmäßig gut erschlossen. Le Chable liegt an der Hauptstraße N201, die von Saint-Julien-en-Genevois nach Annecy führt. Der nächste Anschluss an die Autobahn Autoroute A40 befindet sich in einer Entfernung von rund sechs Kilometern.

## Persönlichkeiten
- Hugues Aufray (* 1929), Chanson-Sänger
- François-René Duchâble (* 1952), Pianist